# Comitatul Douglas, Wisconsin
Comitatul Douglas, conform originalului din engleză, Douglas County, este unul din cele 72 de comitate ale statului american  Wisconsin. Sediul comitatului este localitatea Superior .
Conform recensământului din anul 2000, efectuat de USCB, populația comitatului era de 43.287 de locuitori . O parte a rezervației nativilor americani numită Fond du Lac Indian Reservation se găsește pe teritoriul comitatului.

## Demografie
|  | Graficele sunt indisponibile din cauza unor probleme tehnice. Mai multe informații se găsesc la Phabricator și la wiki-ul MediaWiki. |

Date: Wikidata - grafică realizată de Wikipedia